# Tosontsengel (distrikt i Mongoliet, Dzavchan, lat 48,75, long 98,27)
Tosontsengel (mongoliska: Тосонцэнгэл Сум, Тосонцэнгэл, Tosontsengel Sum) är ett distrikt i Mongoliet.   Det ligger i provinsen Dzavchan, i den centrala delen av landet, 600 km väster om huvudstaden Ulaanbaatar.